# Pouch-Zelle

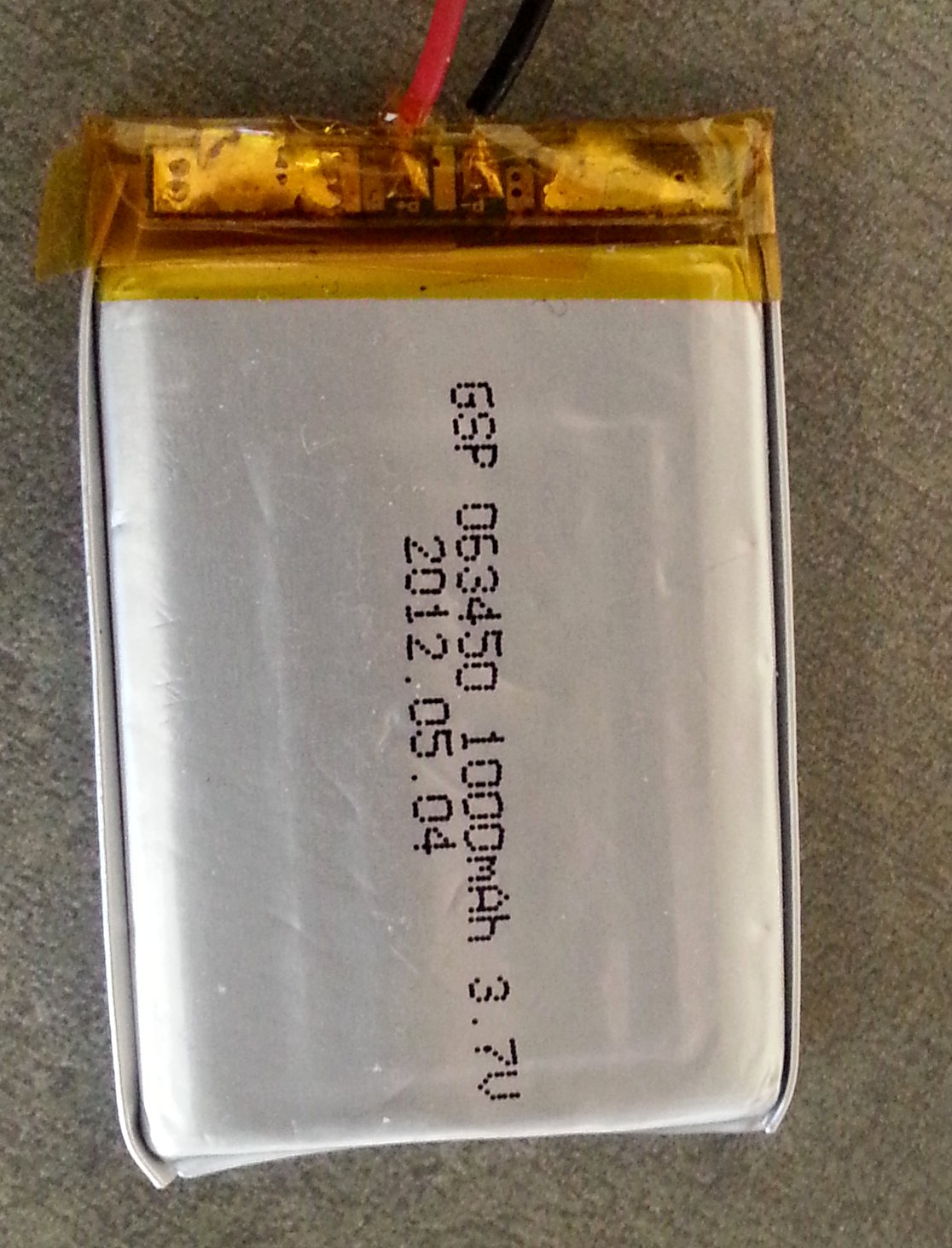
Pouch-Zelle mit zusätzlicher Leiterplatte mit dem Batteriemanagementsystem (unter der orangen Folie)

Die Pouch-Zelle (englisch pouch, deutsch Beutel), auch Pouch-Bag-Zelle oder Coffee-Bag-Zelle ist eine verbreitete Bauform eines Lithium-Polymer-Akkumulators.

## Allgemeines
Die Bauform „Pouch-Zelle“ sagt weder etwas über die elektrischen Eigenschaften der Zelle, noch über den Hersteller aus. Der englische Begriff pouch (deutsch Beutel oder Tasche) beschreibt lediglich den technischen Aufbau der Zellen. Es können Zellen mit verschiedensten Zellchemien als Pouch-Zelle hergestellt werden.

## Aufbau

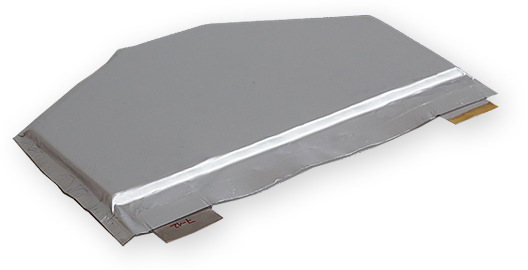
Sonderform einer Pouch-Zelle

Bei den weit verbreiteten zylindrischen Zellen mit meist massiver metallischer Außenhülle werden die aktiven Schichten um die innere Elektrode gewickelt. Im Gegensatz dazu werden bei Pouchzellen die gestapelten oder gefalteten aktiven Schichten von einer flexiblen, meist auf Aluminiumbasis bestehenden Außenfolie eingeschlossen. Die offenen Seiten der Außenbeutel werden meist thermisch verschweißt. Im Inneren können mehrere elektrische Einzelzellen gestapelt werden, um in Reihenschaltung die elektrische Spannung und in Parallelschaltung die Kapazität und Strombelastbarkeit zu erhöhen. Die Folienaußenhülle wird am Ende der Fertigung vakuumiert, wodurch die Zellschichten verpresst und fixiert werden; dabei bleiben sie aber meist flexibel.
Lediglich die äußeren Anschluss-Elektroden verlassen die beutelförmige Zellumhüllung in Form von Lötfahnen. Am negativen Pol wird dabei meist Kupfer verwendet. Als Ableiter für die positive Elektrode, wird meist Aluminium eingesetzt.

## Vorteile
Pouch-Zellen können durch die fehlenden Außengehäuse mit geringen Dicken, geringem Gewicht und anwendungsspezifischen Größen hergestellt werden. Sie haben durch ihre ebene äußere Außenform gute Möglichkeiten zur Wärmeableitung.

## Nachteile

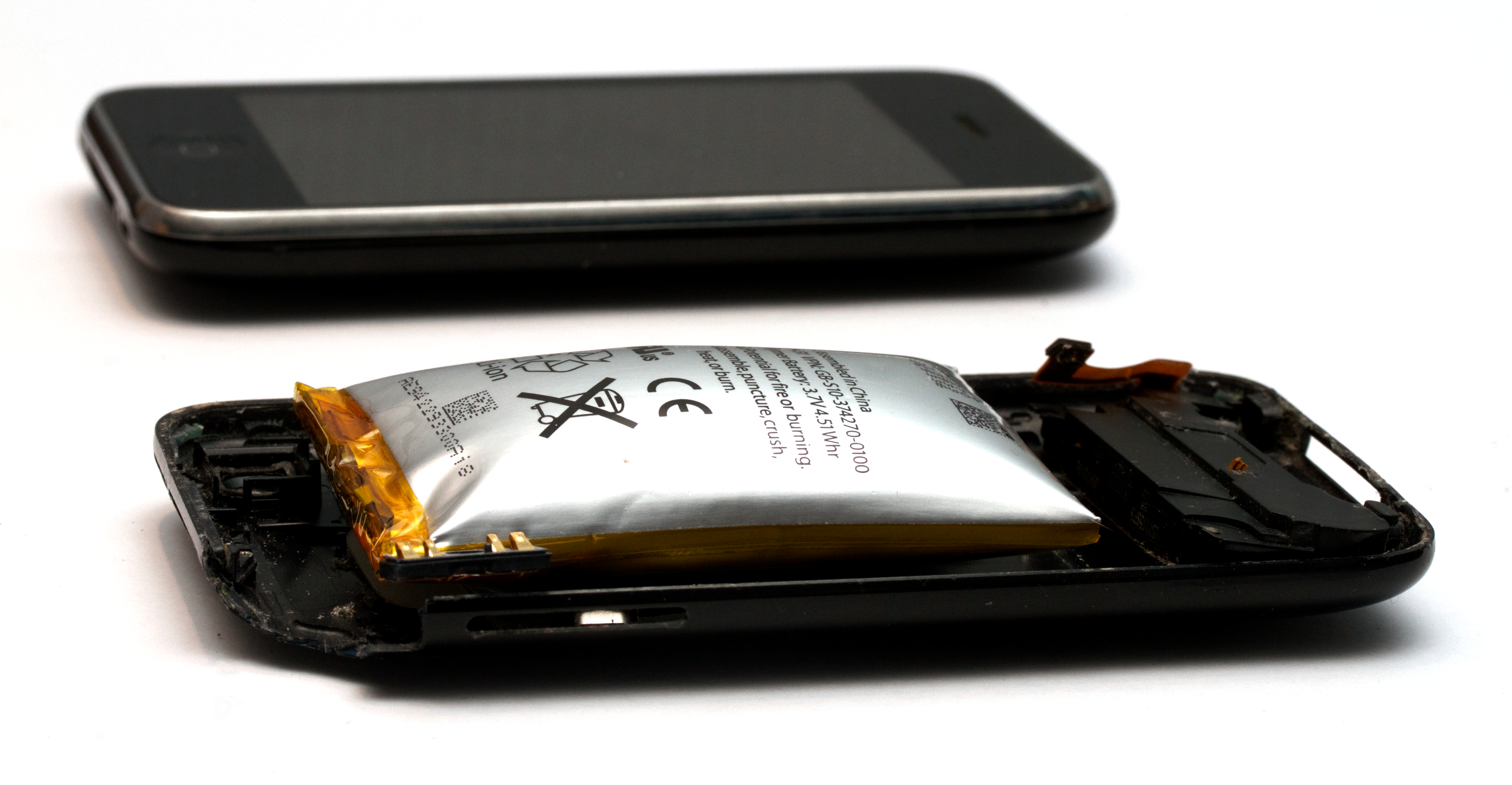
Defekte, aufgeblähte Pouch-Zelle in einem Mobiltelefon

Im Gegensatz zu den zylindrischen Bauformen, welche durch den Gehäuseaufbau einen größeren Innendruck ohne mechanische Verformung verkraften, kommt es bei Pouch-Zellen auch bei regulärem Betrieb durch die Alterung und ohne technischen Defekt zu einem leichten Aufblähen der Zellen. Dieser Umstand muss bei der Konstruktion des umschließenden Gehäuses, beispielsweise dem Gehäuse eines Mobiltelefons, beachtet werden. Bei Fehlbehandlung wie einem elektrischen Kurzschluss oder mechanische Beschädigungen an der Zelle kann es zum Freisetzen von Gasen kommen. Durch einen Defekt können sich Pouch-Zellen auch stark aufblähen. Ohne massive Außenhülle können neben der Zelle auch umliegende Teile mechanisch belastet und zerstört werden. Durch die dünne Außenfolie sind die Zellen generell empfindlich gegenüber mechanischen Beschädigungen und werden daher, bspw. für Traktionsbatterien in massiven Außengehäusen zusammengefasst. Dabei geht ein Teil des Gewichtvorteiles wieder verloren.
Ein weiterer Nachteil ist die Schwierigkeit, dass Pouch-Zellen in verschiedensten Formen gefertigt werden und entgegen den zylindrischen Zellen keine genormten Abmessungen vorliegen. Dies erschwert den Austausch im Konsumgut beim Endkunden ebenso wie die kostensenkende Massenproduktion.
Die verschweißten Seiten der Außenbeutel bergen das Risiko, dass Bestandteile des Elektrolyts nach außen diffundieren oder Sauerstoff ins Innere der Zellen gelangt. Beides würde die Lebensdauer der Zelle verkürzen und muss durch sorgfältige Herstellungstechnologie vermieden werden.